# Delattres zanger
Delattres zanger (Basileuterus delattrii) is een zangvogel uit de familie Parulidae (Amerikaanse zangers).

## Kenmerken
De vogel is 13 cm lang en lijkt sterk op de roodkapzanger (B. rufifrons). Bij deze soort loopt het geel op de borst door tot op de buik.

## Verspreiding en leefgebied
Deze soort telt drie ondersoorten:
- B. r. delattrii: van zuidelijk Guatemala tot centraal Costa Rica.
- B. r. mesochrysus: van zuidelijk Costa Rica tot noordelijk Colombia en westelijk Venezuela.
- B. r. actuosus: Coiba (nabij zuidelijk Panama) en Guatemala.